# مانويل لانزاروتي
مانويل لانزاروتي (بالإسبانية: Manuel Lanzarote) (20 يناير 1984 ببرشلونة في إسبانيا - ) هو لاعب كرة قدم إسباني في مركز الوسط. لعب مع أتلتيكو مدريد ب وأتليتيكو بالياريس وإسبانيول وديبورتيفو ألافيس وريال أوفييدو وريال سرقسطة ونادي أستيراس تريبوليس ونادي إيبار ونادي برشلونة ب ونادي برشلونة ج ونادي ساباديل ونادي لاردة ونادي سان أندرو.

## وصلات خارجية
- مانويل لانزاروتي على موقع قاعدة بيانات كرة القدم.إي يو (الإنجليزية)
- مانويل لانزاروتي على موقع Soccerway.com (الإنجليزية)
- مانويل لانزاروتي على موقع AS.com (الإسبانية)